# Oneida, Kansas
Oneida är en ort i Nemaha County i Kansas. Vid 2020 års folkräkning hade Oneida 61 invånare.